# Unín
Unín je naseljeno mjesto u okrugu Skalica u Trnavskom kraju u Slovačkoj.

## Stanovništvo
| Godina:     | 1993. | 2003.   | 2013.   | 2023.   |
| ----------- | ----- | ------- | ------- | ------- |
| Broj ljudi: | 1162  | 1171    | 1235    | 1180    |
| Razlika:    |       | +0,77 % | +5,46 % | -4,45 % |

| Godina:     | 2022. | 2023.   |
| ----------- | ----- | ------- |
| Broj ljudi: | 1192  | 1180    |
| Razlika:    |       | -1,00 % |

Prema podacima o broju stanovnika iz 2023. godine naselje je imalo 1180 stanovnika.

## Vanjske poveznice
|  | Zajednički poslužitelj ima još gradiva o temi Unín |

- Službena stranica naselja (sl.)